# Hatesphere
Hatesphere es una banda danesa de thrash/death metal melódico proveniente de Aarhus. Ellos lanzaron su álbum debut homónimo en el año 2000. En el año 2007, Hatesphere firmó un contrato con la disquera Steamhammer/SPV y saco a la venta el álbum Serpent Smiles and Killer Eyes.
Recientemente la banda ha tenido muchos cambios en su alineación, el único miembro original de la banda es Peter "Pepe" Lyse Hansen. Los cambios en sus integrantes aparentemente no han causado controversia, ya que las salidas de estos nos son por problemas entre ellos, sino que son para enfocarse en otros proyectos. Los integrantes que recientemente han desertado son Jacob Bredahl, Anders Gyldenøhr y Mikael Ehlert Hansen.

## Integrantes

### Actuales
- Esben "Esse" Hansen - voz (2010–4/2020)
- Peter "Pepe" Lyse Hansen – guitarra líder (2000–presente)
- Kasper Kirkegaard – guitarra rítmica (2016–presente)
- Mike Park - batería (2009–presente)
- Jimmy Nedergaard - bajo (2011–presente)

### Anterioress
Vocalistas
- Jacob "Dr. J" Bredahl (2000–2007)
- Jonathan "Joller" Albrechtsen (2007–2010)

Guitarras rítmicas
- Henrik "Heinz" Bastrup Jacobsen (2000–2007)
- Jakob Nyholm (2007-2015)

Bajistas
- Mikael Ehlert Hansen (2000–2007)
- Mixen Lindberg (2007–2010)

Bateristas
- Jesper Moesgaard (2000–2001)
- Morten Toft Hansen (2001–2003)
- Anders "Andy Gold" Gyldenøhr (2003–2007)
- Dennis Buhl – drums (2007–2009)

### Colaboradores en vivo
- Niels Peter "Ziggy" Siegfredsen (2000–2002)
- Morten "Kruge" Madsen – vocals (2010)
- Morten Løwe Sørensen - drums (2005)
- Henrik "Heinz" Bastrup Jacobsen - guitar (2008)
- Mikael Ehlert Hansen – bass (2010)
- Nikolaj Harlis Poulsen - bass (2013)

## Discografía

### Álbumes de estudio
- Hatesphere (2001)
- Bloodred Hatred (2002)
- Ballet of the Brute (2004)
- The Sickness Within (2005)
- Serpent Smiles and Killer Eyes (2007)
- To the Nines (2009)
- The Great Bludgeoning (2011)[1]
- Murderlust (2013)
- New Hell (2015)
- Reduced to Flesh (2018)
- Hatred Reborn (2023)

### EPs
- Something Old, Something New, Something Borrowed and Something Black (EP, 2003)
- The Killing (EP, 2005)

### Split
- Versus (2013)

## Videoclips
- Sickness Within
- Reaper of Life
- Forever War
- Drinking With the King of the Dead
- Floating
- To the Nines
- Resurrect With A Vengeance
- Smell Of Death
- Pandora's Hell
- Lines Crossed Lives Lost